# South Canterbury Rugby
South Canterbury es una selección provincial de Nueva Zelanda que representa a la South Canterbury Rugby Football Union de la ciudad de Timaru en competencias domésticas de rugby.
Desde el año 2006 participa en el Heartland Championship.
En el Super Rugby es representado por el equipo de Crusaders.

## Historia
En 1888 su fundó la unión luego de separarse de la unión de Canterbury.
Desde el año 1976 hasta el 2005 participó en el National Provincial Championship la principal competencia entre clubes provinciales de Nueva Zelanda, en la que logró varios campeonatos de segunda y tercera división.
Desde el año 2006 ingresa al Heartland Championship, en la que ha logrado tres campeonatos y dos Lochore Cup.
Durante la larga historia del equipo ha logrado formar 22 All Blacks,
Ha enfrentado en dos ocasiones a los British and Irish Lions, perdiendo en ambas en 1908 y 1950, ha logrado un triunfo frente al seleccionado de Francia en 1961 por una marcador de 17 a 14.

## Palmarés

### Segunda División (2)
- Segunda División Sur del NPC (2): 1976, 1977

### Tercera División (3)
- Tercera División del NPC (3): 1986, 1991, 2001

### Heartland Championship
- Meads Cup (3): 2021, 2022, 2023
- Lochore Cup (2): 2013, 2019

## All Blacks
| - John H. Gardner 1893 - Charles N. MacIntosh 1893 - David Stewart 1894 - Alfred Budd 1910 - Thomas W. Lynch 1913 - Augustine P. Spillane 1913 - Eric Cockroft 1913 - Percival W. Storey, 1920 - Ronald T. Stewart 1923 - Gordon P. Lawson 1925 - Archie Strang 1928 | - Thomas C. Metcalfe 1931 - George T. A. Adkins 1935 - Tom Morrison 1938 - Charles Saxton 1938 - Maurice P. Goddard 1946 - Lachlan A. Grant 1947 - John W. Goddard 1949 - Thomas Coughlan 1958 - Allan J. Stewart 1963 - Tom N. Lister 1968 - Lyn Jaffray 1972 |